# NGC 470
NGC 470 é uma galáxia espiral localizada na direção da constelação de Peixes. Tem uma magnitude aparente de +11,3, uma declinação de +03° 24' 35" e uma ascensão reta de 1 hora, 19 minutos e 44,9 segundos.